# 長山駅
長山駅（ながやまえき）は、愛知県豊川市上長山町西水神平にある、東海旅客鉄道（JR東海）飯田線の駅である。

## 概要
豊橋駅（愛知県）と辰野駅（長野県）を結ぶJR飯田線の中間駅（途中駅）の一つであり、豊川市北東部の一宮地区（旧・宝飯郡一宮町域）に位置する。
1899年（明治32年）に、豊川鉄道と言う私鉄によって開設された。その後国有化を経て、1987年（昭和62年）の国鉄分割民営化によりJR東海の経営に移っている。豊川鉄道時代は、同社が経営する「長山遊園地」と言う公園の最寄り駅であった。

## 歴史
当駅を開設した豊川鉄道は、現在のJR飯田線南部に当たる豊橋 - 大海間を運営していた私鉄である。長山駅を挟む三河一宮から新城までの区間は1898年（明治31年）に開通するがその際長山駅は無く、1年遅れて1899年10月に開設された。駅開設は地元の強い要望によるもので、建設に当たっては敷地無償寄付や費用一部負担、勤労奉仕があったと言う。
1943年（昭和18年）8月、豊川鉄道線は買収・国有化され国鉄飯田線が成立する。これによって長山駅も国鉄の駅となった。1971年（昭和46年）には開設時からの貨物取扱が廃止されて旅客専用の駅となり、そのまま1987年4月の国鉄分割民営化を迎えてJR東海に継承されている。

### 年表
- 1899年（明治32年）10月19日：豊川鉄道の駅として開設[2]。
- 1943年（昭和18年）8月1日：国有化、運輸通信省（後の日本国有鉄道）飯田線の駅となる[2]。
- 1962年（昭和37年）6月20日：車扱貨物取扱廃止[2]。貨物は小口扱貨物のみに縮小された。
- 1971年（昭和46年）12月1日：残る小口扱貨物取扱廃止、貨物・荷物扱い廃止[2]。
- 1984年（昭和59年）2月24日：飯田線南部への列車集中制御装置 (CTC) 導入に伴い、無人駅化[3]。
- 1987年（昭和62年）4月1日：国鉄分割民営化に伴い、JR東海が継承[2]。
- 2002年（平成14年）：駅舎建て替え[4]。
- 2025年（令和7年）3月15日：ICカード「TOICA」が利用可能となる[5][6]。

## 駅構造
相対式ホーム2面2線を有する地上駅である。1番線側が1線スルーとなっている。単線上にある交換駅であり、列車交換（行違い）が可能。
駅舎は1番線（上り線）ホーム側にあり、2つあるホームは構内踏切で繋がっている。駅員が配置されない無人駅（駅員無配置駅）であり、管理駅（駅長配置駅）である豊川駅の管理下に置かれている。かつては正八角形で、なおかつ瓦葺の屋根と円形の窓を備えると言う特徴的な駅舎であったが、無人化後に荒廃したためコンパクトな駅舎に建て替えられた。トイレ（車いす用あり）や自動販売機は改札外に設置されている。
| 番線 | 路線      | 方向 | 行先               | 備考     |
| ---- | --------- | ---- | ------------------ | -------- |
| 1    | CD 飯田線 | 上り | 豊橋方面           |          |
| 2    | CD 飯田線 | 下り | 中部天竜・飯田方面 |          |
| 2    | CD 飯田線 | 上り | 豊橋方面           | 当駅始発 |

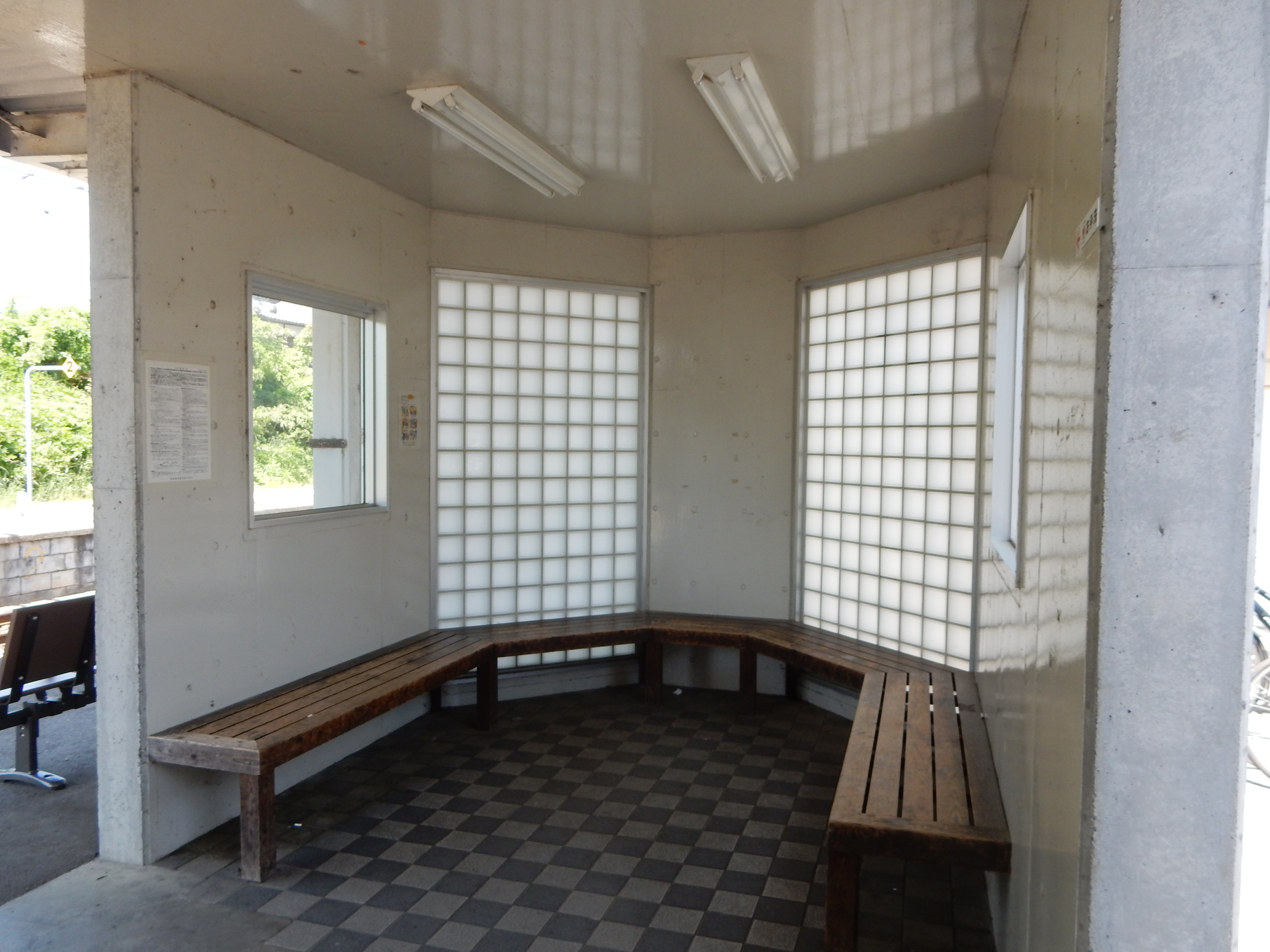
待合室（2018年4月）
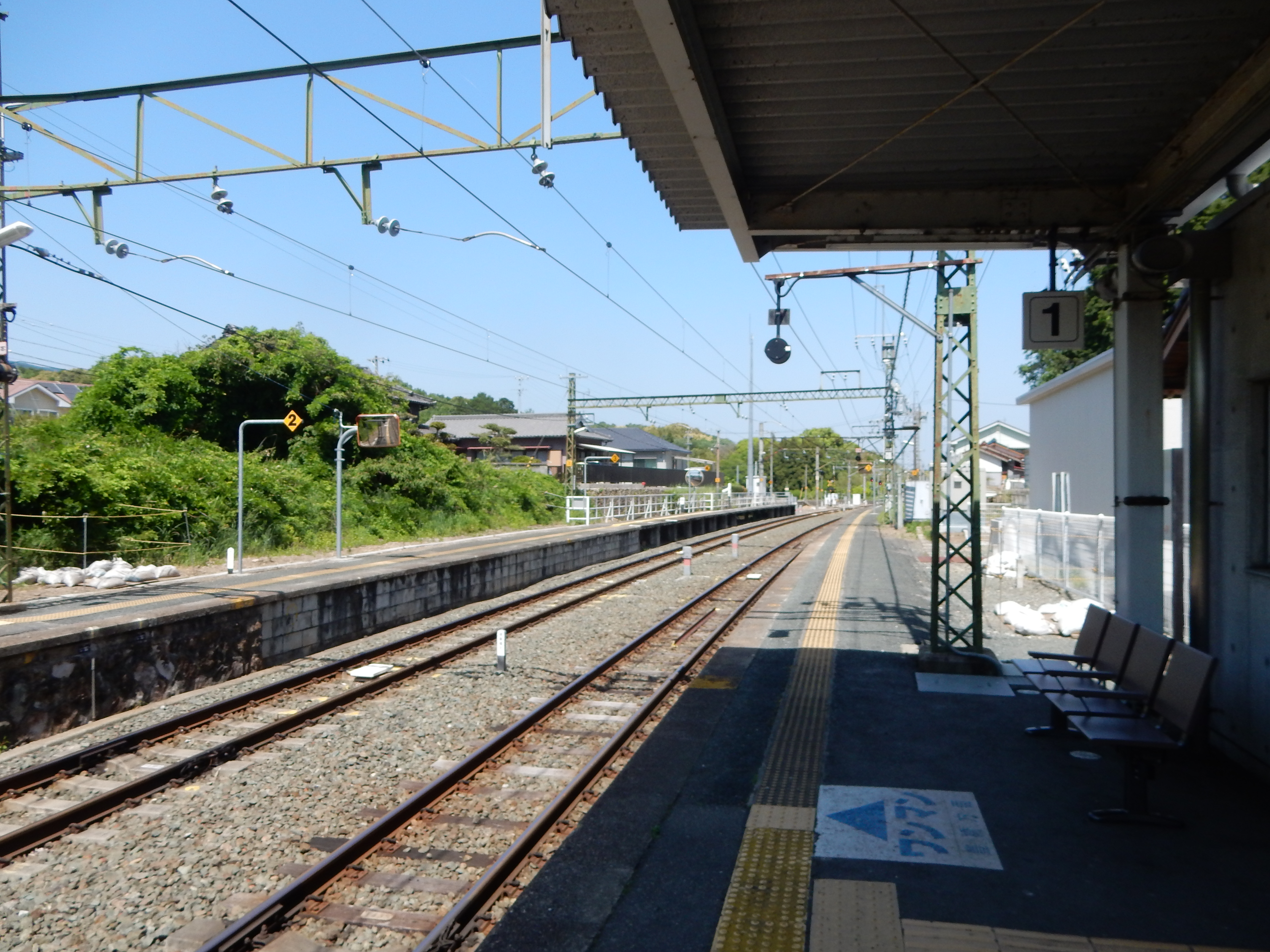
ホーム（2018年4月）

## 利用状況
2020年度の乗車人員は1日あたり164人であった。近年では、1日あたりの乗車人員は以下の通りに推移している。
| 年度               | 人数 |
| ------------------ | ---- |
| 2002年（平成14年） | 209  |
| 2003年（平成15年） | 201  |
| 2004年（平成16年） | 190  |
| 2005年（平成17年） | 186  |
| 2006年（平成18年） | 184  |
| 2007年（平成19年） | 177  |
| 2008年（平成20年） | 180  |
| 2009年（平成21年） | 180  |
| 2010年（平成22年） | 203  |
| 2011年（平成23年） | 214  |
| 2012年（平成24年） | 192  |
| 2013年（平成25年） | 194  |
| 2014年（平成26年） | 191  |
| 2015年（平成27年） | 208  |
| 2016年（平成28年） | 211  |
| 2017年（平成29年） | 205  |
| 2018年（平成30年） | 206  |
| 2019年（令和元年） | 204  |
| 2020年（令和02年） | 164  |

## 停車列車
長山駅には、豊橋方面（上り）・飯田方面（下り）の双方共1時間当たり概ね1・2本（ラッシュ時は最大3本）の列車が停車する。停車種別は普通列車と、上りのみに設定されている快速列車の2種類。また、普通列車には1日1往復ここで折返す豊橋方面行列車が存在する。特急「伊那路」は停車しない。

## 駅周辺
- 豊川市立一宮東部小学校
- 豊川
- 国道151号
- ふれあい交流館 本宮の湯
- 本宮山登山道

1932年（昭和7年）頃から当時の豊川鉄道によって駅付近に「長山遊園地」が開設されていたが、太平洋戦争中に消滅している。

## バス路線
駅前とその付近にバス停がある。
長山駅バス停
- 豊川市コミュニティバス 一宮地区地域路線「本宮線のんほい号」中回り

長山バス停（駅から約300m）
- 豊鉄バス新豊線

## 隣の駅
東海旅客鉄道（JR東海）
CD 飯田線
■快速（上りのみ運転）・■普通
三河一宮駅 - 長山駅 - 江島駅